# 女王俱樂部
女王俱樂部（英語：Queen's Club）是英國的一個私人體育俱樂部，位於英格蘭倫敦西肯辛頓，是男子網球草地賽事女王俱樂部錦標賽的舉辦地點。女王俱樂部成立於1886年8月19日，是世界第二個多用途體育俱樂部。俱樂部名稱取自於維多利亞女王。

## 外部連結
- The Queen's Club（页面存档备份，存于）
- St. Philomena's Catholic High School for Girls website
- The Tennis & Rackets Association（页面存档备份，存于）